# 高峰乡 (舒城县)
高峰乡，是中华人民共和国安徽省六安市舒城县下辖的一个乡镇级行政单位。

## 行政区划
高峰乡下辖以下地区：
徐湾村、东港村、朱湾村、新旗村、高峰村、普庆村、西港村、古塘村、陶湾村、高阳村、普明村、明花村、百花村和青松村。